# Camilo Echevarría
Camilo Echevarría (Neuquén, 31 december 1990) is een Argentijns autocoureur.

## Carrière
Echevarría reed in de 60cc-klasse van het karting tussen 1999 en 2001. Hij won het regionale kampioenschap in 1999 en 2000. In 2000 maakte hij zijn debuut in de World Karting Association Manufacturer's Cup. In 2001 won hij het nationale 60cc-kampioenschap. Na deze successen stapte hij over naar de 100cc- en 125cc-klassen. Hij werd tweede in het nationale 125cc-kampioenschap in 2003 en 2005.
Echevarría maakte zijn debuut in het formuleracing in 2007, toen hij ging rijden in de Spaanse versie van het Formule BMW-kampioenschap, de Master Junior Formula. Hij was geselecteerd door het Real Federación Española de Automovilismo en voormalig Formule 1-coureur Emilio de Villota uit een groep van 145 coureurs om aan de klasse deel te nemen. Hij reed drie races in het kampioenschap, waarbij hij eenmaal op het podium stond.
In 2008 nam Echevarría deel aan de Formule BMW Talent Cup op het Circuit Ricardo Tormo Valencia. Hij versloeg Georgio Katsinis voor de overwinning en reed een nieuw ronderecord voor Formule BMW-auto's. Het daaropvolgende seizoen nam hij deel aan zes races in de Argentijnse Formule Renault 1.6.
In 2009 maakte Echevarría tevens zijn debuut in de touring cars, in de Argentijnse Top Race V6 in de Junior-klasse. Hij won twee van de dertien races in een Ford Mondeo, waarmee hij als derde in het kampioenschap eindigde. Na dit succes stapte hij over naar de TC Pista, het op een na hoogste touring car-kampioenschap in Argentinië. Tijdens het seizoen stond hij tweemaal op het podium op het Autódromo Oscar Alfredo Gálvez. In 2011 behaalde hij zijn eerste overwinning op het Autódromo General San Martín en werd hij derde in het kampioenschap. Ook in 2012, 2013 en 2014 won hij elk jaar een race in het kampioenschap.
In 2014 maakte Echevarría zijn debuut in het World Touring Car Championship als gastrijder in zijn thuisrace op het Autódromo Termas de Río Hondo. Hij reed voor het Liqui Moly Team Engstler in een BMW 320 TC als vervanger van Pasquale di Sabatino. Hij eindigde als zeventiende in de eerste race en als zestiende in de tweede race, wat twee derde plaatsen opleverde in de TC2-klasse.